# Alexandru Batcu
Alexandru Batcu, romunski general, * 1892, † 1964.